# Дифизела (Кротоне)
Дифизела је насеље у Италији у округу Кротоне, региону Калабрија.
Према процени из 2011. у насељу је живело 25 становника. Насеље се налази на надморској висини од 1014 м.